# Trentepohlia (Mongoma) spinulifera
Trentepohlia (Mongoma) spinulifera is een tweevleugelige uit de familie steltmuggen (Limoniidae). De soort komt voor in het Australaziatisch gebied.